# چموسکا
چموسکا (به لاتین: Trzemuszka) یک روستای لهستان در لهستان است که در Gmina Kotuń واقع شده‌است.